# Manfred Pohlschmidt
Manfred „Manni“ Pohlschmidt (* 27. August 1940 in Münster) ist ein ehemaliger deutscher Fußballspieler. Er spielte als Stürmer für Preußen Münster, Hamburger SV und FC Schalke 04 insgesamt 186-mal in der Bundesliga. Aufgrund einer Vielzahl von Aluminium-Treffern erhielt er beim FC Schalke 04 den Spitznamen „Lattenschmidt“.

## Leben und Karriere
Pohlschmidt spielte in der Jugend beim RSV Münster, ehe er 1961 zum Stadtrivalen SC Preußen wechselte. Der beidfüßige Stürmer spielte mit den Preußen in der Oberliga West. Er kam in allen 60 Oberligaspielen auf 30 Tore.
Auch in der 1963/64 gehörte er zum Stammkader der Preußen in der ersten Spielzeit der Bundesliga. Gleich am ersten Spieltag lieferte er die Vorlage zu Falk Dörrs 1:0 beim 1:1-Unentschieden gegen den Hamburger SV; sein erstes Bundesligator erzielte er am 7. Spieltag per Kopfball zum 1:0 im Match gegen Borussia Dortmund, das dennoch mit 1:2 verloren ging. Ein Tor erzielte er im vorletzten Saisonspiel bei Werder Bremen zum zwischenzeitlichen 1:1-Ausgleich, doch die 2:4-Niederlage besiegelte den Abstieg der Preußen. Im letzten Saisonspiel gelangen Pohlschmidt gleich zwei Treffer beim 4:2-Sieg gegen Hertha BSC, doch die Berliner hatten bereits einen Zähler mehr als Münster auf dem Konto und hielten die Klasse. Insgesamt kam er in den 30 Saisonspielen 25-mal zum Einsatz und erzielte dabei sechs Treffer.
Nach 24 Spielen und 15 Toren für den SC Preußen in der Regionalliga West wechselte der Stürmer 1965 zurück in die Bundesliga zum Hamburger SV. In Hamburg avancierte er in der Saison 1965/66 zum Goalgetter und erzielte mit 18 Treffern in 29 Spielen die meisten Tore für sein Team. In der Folgesaison konnte er jedoch in 26 Bundesligaspielen nur noch zwei Tore verbuchen, ebenso viele wie im DFB-Pokal, in dem er in der ersten Runde gegen Altona 93 und im Halbfinale gegen Alemannia Aachen erfolgreich war; im Finale unterlag der HSV dem FC Bayern München mit 0:4. In der Hamburger „Schickimicki“-Szene fühlte sich der bodenständige Münsterländer jedoch – obwohl er hier mit weiteren Westfalen, den Ex-Schalkern Willi Schulz und Egon Horst, zusammen spielte – nicht besonders wohl, so dass er 1967 zum FC Schalke 04 wechselte.
In Gelsenkirchen konnte er sich neben Routinier Horst Blechinger und Youngster Hans-Jürgen Wittkamp in der Hinrunde in die Stammformation im Angriff spielen. 30 Spiele absolvierte er in der Saison 1967/68, zu elf Toren kamen drei Torvorlagen hinzu. In der folgenden Spielzeit erreichten die Knappen unter Trainer Rudi Gutendorf Platz sieben in der Liga und das DFB-Pokalfinale. Zum Erreichen der Ligaplatzierung konnte Pohlschmidt fünf Tore beisteuern; fast ebenso viele, vier, erzielte er im Pokalwettbewerb, darunter das einzige Tor bei der 1:2-Niederlage im Finale gegen Bayern München. Im folgenden Europapokal der Pokalsieger kam er siebenmal zum Einsatz, erzielte jedoch kein Tor. Bis 1971 blieb er in Gelsenkirchen; am 17. April 1971 war er einer der Spieler, die beim „verkauften“ 0:1-Spiel gegen Arminia Bielefeld auf dem Platz standen. Insgesamt brachte er es auf 185 Bundesligaspiele (52 Tore). Als Beschuldigter im Bundesliga-Skandal wurde er 1972 zu 2300 DM Geldbuße sowie einer lebenslangen Sperre verurteilt. 1978 wurde er begnadigt.
Nach der Saison 1970/71 ging Pohlschmidt zurück nach Münster, wo der gelernte Autoschlosser das Angebot annahm, mit einem Lotto- und Totogeschäft eine berufliche Existenz aufzubauen. Dieses Geschäft führte er bis 2006. Daneben spielte und trainierte er Fußball in kleineren Vereinen. In der Saison 2007/08 trainierte er die erste Frauenmannschaft des TuS Saxonia Münster, die in dieser Saison mit einem „Durchmarsch“ von der Landesliga in die Verbandsliga aufstieg. Anschließend legte er das Traineramt nieder.

## Erfolge
- Interner HSV-Torschützenkönig 1965/66 (18 Tore)
- Saison 2007/08, Aufstieg in die Verbandsliga mit der ersten Frauenmannschaft des TuS Saxonia Münster

## Privates
Manfred Pohlschmidt hat eine Tochter und einen Sohn. Sein Bruder Bernhard war ebenfalls Fußballprofi bei Preußen Münster.